# Heterostigma fagei
Heterostigma fagei is een zakpijpensoort uit de familie van de Pyuridae. De wetenschappelijke naam van de soort werd in 1961 voor het eerst geldig gepubliceerd door Claude en Françoise Monniot.